# Onésime garçon costumier
Onésime garçon costumier est un film muet français réalisé par Jean Durand, sorti en 1912.

## Fiche technique
- Titre : Onésime garçon costumier
- Réalisation : Jean Durand
- Société de production : Société des Établissements L. Gaumont
- Pays d'origine : France
- Format : Noir et blanc — 35 mm — 1,33:1 — Muet
- Métrage : 185 m
- Genre :  Comédie
- Durée : 6 minutes et 10 secondes
- Dates de sortie :
  -  France : 1912

## Distribution
- Ernest Bourbon : Onésime
- Gaston Modot